# Titus (Unternehmen)
Die Titus GmbH (Eigenschreibweise TITUS GmbH) ist ein deutsches Unternehmen mit Hauptsitz in Münster, das Skateboards, -zubehör, und -bekleidung vertreibt. Das Unternehmen ist eng mit der Geschichte des Skateboardings in Deutschland, Österreich, der Schweiz, bzw. ganz Europa verbunden.

## Entwicklung des Unternehmens, Geschäftsfelder
Das Unternehmen geht auf die Aktivitäten von Titus Dittmann, einem Pionier der deutschen Skateboard-Szene, Ende der 1970er-Jahre zurück. Titus Dittmann zog 1971 zum Studium auf Lehramt nach Münster. 1978 begann er sein Referendariat am Wilhelm-Hittorf-Gymnasium. Vom neuen US-Trendsport Skateboarding fasziniert, startete er mit seinen Schülern eine Skateboard-AG. Seine Examensarbeit behandelte das Thema „Skateboarding im Schulsportunterricht?“.
Da es zu dieser Zeit schwierig war, in Europa Skateboards zu bekommen – Skateboarding war noch recht unbekannt – kaufte Dittmann in Kalifornien für sich und seine Freunde Skateboards und Skateboardutensilien ein. So war der Grundgedanke eines Import- und Versandhandels geboren. 1978 beantragte Dittmanns Ehefrau Brigitta Dittmann einen Reisegewerbeschein, da Dittmann als damaliger Lehrer keinen Gewerbeschein beantragen durfte. Sie war auch die offizielle Betreiberin des Skateboardhandels Titus. Titus Rollsport war ein erster kleiner Laden in einem Münsteraner Kellerlokal, und zugleich einer der ersten Skateshops Europas.
Nach einiger Zeit wurde es Dittmann zu teuer, das Skateboardmaterial aus den USA zu beziehen. Er baute mit seinen Freunden Claus Grabke und Florian Böhm eine Boardpresse für die eigene Skateboardproduktion. Sie testeten verschiedene Holzarten und Modellformen, bis sie erste brauchbare Resultate erzielten. Auch im Bereich der Grafiken war Dittmann Vorreiter. Sie ermöglichten den Pro-Skatern und den Teams, eigene Designs für ihre Boards zu entwerfen. Die Bestrebungen, Skateboards in Deutschland zu produzieren, stellten die drei jedoch später wieder ein. 1987 gründete Titus Dittmann zusammen mit seiner Ehefrau die Titus Sport + Mode Handels GmbH.
Ende der 1980er-Jahre flaute der Skateboom ab. Viele Firmen, die sich in der Skateszene etabliert hatten, gingen insolvent und lösten sich auf. Dittmann schaffte es, seine Skateboardfirma und sein Pro-Team zu halten. Anfang der 1990er schloss sich der damalige Chefredakteur des Monster Skateboard Magazin, Jens Schnabel, dem Titus Skates Show Team an, um zusammen mit ihm neue Boards zu entwerfen. Sie wollten ein Gegenstück zu den großen Skatefirmen aus den USA werden. Die Boards verkauften sich in Deutschland, Europa und auch in den USA gut. 1992 gründete Dittmann die Titus GmbH.
Dittmann entschied sich 1994 dazu, den Großhandel zu einem verzweigten Unternehmensnetzwerk auszubauen, das verstärkt auf Einzelhandel, Versand und Franchising setzte. Zudem gründete er Medien- und Eventagenturen und baute Joint Ventures für Logistik- und IT-Systeme auf. 2002 betrieb die gegründete Titus AG bundesweit 30 Läden, beschäftigte rund 500 Mitarbeiter und erzielte nach eigenen Angaben 75 Millionen Euro Jahresumsatz. Im selben Jahr geriet die Titus AG in eine existenzielle Krise.
2007 schaffte es Dittmann, die Titus AG zu sanieren. Er kaufte das zwischenzeitlich unter Bankenkontrolle stehende Unternehmen komplett zurück und übernahm wieder die operative Führung. Sie wurde in die Titus Dittmann GmbH und später in Dittmann GmbH umfirmiert. Alle weiteren Firmen der Unternehmensgruppe wurden in die Titus Mailorder GmbH verschmolzen, welche später in titus GmbH umbenannt wurde. 2008 bestand das Unternehmen aus 85 Mitarbeitern, zwei Premiumflächen, vier Outlets, 28 Franchiseläden sowie dem Versandhandel in Deutschland und dem deutschsprachigen Ausland.
Im Sommer 2009 vollzogen Titus Dittmann und Julius Dittmann einen Generationswechsel in der Titus GmbH. Seitdem führt Julius Dittmann das Unternehmen in Partnerschaft mit Peter Vincent Schulz und Brigitta Dittmann.
Julius Dittmann brachte eine neue Fokussierung auf „Skateboarding“ in das Unternehmen und verantwortete einen Relaunch des Onlineshops im Jahr 2011.
Das Unternehmen bestand zum Februar 2017 aus 17 Einzelhandelsfilialen, vier Outlets und 15 Franchise-Flächen.
2025 wurde bekannt, dass Titus insolvent ist. Als Hauptgrund wurde die Einführung eines neuen Warenwirtschaftssystems verbunden mit der Etablierung eines neuen Logistikstandorts angegeben. Im Januar 2025 genehmigte das Amtsgericht Münster die von der Titus GmbH beantragte Durchführung eines Sanierungsverfahrens in Eigenverwaltung. Im Februar 2025 wurde ein Sanierungsverfahren eingeleitet, infolgedessen das von Titus Dittmanns Sohn Julius Dittmann gegründete, ebenfalls in Münster ansässige Unternehmen 24/7 Distribution GmbH zentrale Vermögenswerte der Titus GmbH übernahm und einen Großteil der Mitarbeiter weiterbeschäftigten konnte.

## Weitere Unternehmensaktivitäten

### Printmedien
Seit Gründung der Titus GmbH werden Printmedien wie der Titus Magalog im eigenen Hause produziert.
Der Titus Magalog erschien bis zu neunmal jährlich und wurde zuletzt zweimal im Jahr herausgebracht. Er enthielt einen Shopping-Teil, in dem die neuesten Skateboard-Produkte betrachtet und bestellt werden konnten und einen redaktionellen Teil inklusive Gossip-Teil, in dem aktuelle Nachrichten aus der Skateboardszene, Reportagen, Interviews und Ähnliches zu finden waren. Zusätzlich wurden Spezial-Magaloge, zum Beispiel für die Weihnachtszeit, produziert.
Seit Frühjahr 2013 produziert die Titus GmbH das Printmedium Brettkollegen, das viermal jährlich erscheint. Diese weitere Form des Magalogs entstand aus dem gleichnamigen YouTube-Videoformat und beinhaltet Tourberichte, Porträts, Interviews und News zum aktuellen Geschehen der Skateboardwelt. Zudem werden wieder aktuelle Produkte aus dem Skateboardhardwarebereich vorgestellt. Das Magazin wird gratis an Skateboardkunden verschickt und über die Titus-Shops, Skatehallen in ganz Deutschland und diversen Events verteilt.
Des Weiteren produziert Titus regelmäßig professionelle Informations- und Unterhaltungsprintmedien wie den Skateboard-Guide und den Longboard-Guide.

### Videoproduktionen
Die Titus GmbH fungiert neben dem Handel als Filmproduktionsfirma und entwickelt dabei Skateboard-Videos – zu früheren Zeiten auf VHS, später Online auf dem Titus-YouTube-Kanal. Zu den bekannten Formaten zählen z. B. Trick Tipps, Brettkollegen, Skateboard Guide und die Team-Titus-Tour-Videos.
Bei Sebastian Lindas Skateboard-Dokumentation The Journey of the Beasts war Titus Co-Produzent. Das Video, welches die Reise der „Beasts“ durch Bali dokumentiert, wurde 2014 im Titus-YouTube-Kanal und bei Vimeo veröffentlicht und wurde sofort Vimeos „Staff Pick“. The Journey of the Beasts war bei den Web Awards 2015 in der Kategorie „Best Video of the Year“ und „Best Sports Video of the Year“ nominiert.

### Titus-TV
Titus-TV war eine Fernsehsendung, in der es ausschließlich um Skateboarding ging. In jeder Folge wurden professionelle Skateboarder vorgestellt und über Veranstaltungen berichtet, auf denen Skateboard-typische Musik gespielt wurde. Produziert wurde die Sendung von der Firma Titus Mailorder, für die technische Realisierung der ersten Staffel waren die Produzenten Torsten Frank und Michael Rathgeb verantwortlich, die zweite Staffel wurde von der Agentur Piratelove und Tonix Pictures realisiert. Die erste Staffel ab dem 15. Juni 2005 wurde von Claus Grabke moderiert. Seit dem 23. August 2006 moderierte der langjährige Skateboard-Fachjournalist und Moderator David Luther. Ausgestrahlt wurde das Format auf dem Musiksender MTV.

### Titus-Teamfahrer
Titus unterstützt Skateboarder aus Deutschland und Europa. Zu den professionellen Teamfahrern des Teams Titus gehören Jost Arens, Markus Blessing, Jeremy Reinhard, Patrick Rogalski, Yannick Schall, und Vladik Scholz.
Zudem unterstützt Titus über 120 weitere Teamfahrer über seine Titus-Shops. Einmal jährlich kommt es zum großen Treffen aller Teamfahrer beim „Battle of the Shops“.
Zum Lites Trucks (Titus Skateboard-Achsen) Team zählen zurzeit Martin Huppertz, Justin Sommer, Giorgi Balkhamishvili, Konrad Waldmann und Wanja Bach. (Stand Mai 2015)
Zum Titus Tornados (Titus Kugellager) Team gehören weitere Fahrer aus Deutschland und Europa.

### Kollaborationen
Titus entwickelt in Zusammenarbeit mit anderen Labels aus der Skateboard-Branche regelmäßig gemeinsame Produkte oder Kollaborationen. Neben Zusammenarbeiten mit adidas Skateboarding, Almost Skateboards, Antiz Skateboards, Bones Wheels, Cliché Skateboards, Enjoi, C1RCA Shoes, Ravenol, Theeve Trucks und Venture Trucks für gemeinsame Kollektionen oder Produkte, entstanden darüber hinaus auch exklusive Kollaborationen mit Bands wie den Suicidal Tendencies.

### Wettbewerbe
Auch im Bereich Skateboard-Wettbewerbe ist die Titus GmbH aktiv. Der Monster Mastership (Weltmeisterschaft im Skateboarding) wurde über lange Zeit in Münster ausgetragen und die Titus GmbH unterstützt den COS-Cup (offizielle Deutsche Skateboard-Meisterschaft). Die Titus-Locals-only-Competition (offizielle deutsche Amateurmeisterschaft im Skateboarding) wird an allen Titus-Standorten von den Titus-Läden ausgetragen. Und auch auf europäischer Ebene werden Wettbewerbe wie der Mystic-Cup und der Malmö Ultra-Bowl unterstützt.